# Osiedle Włochy

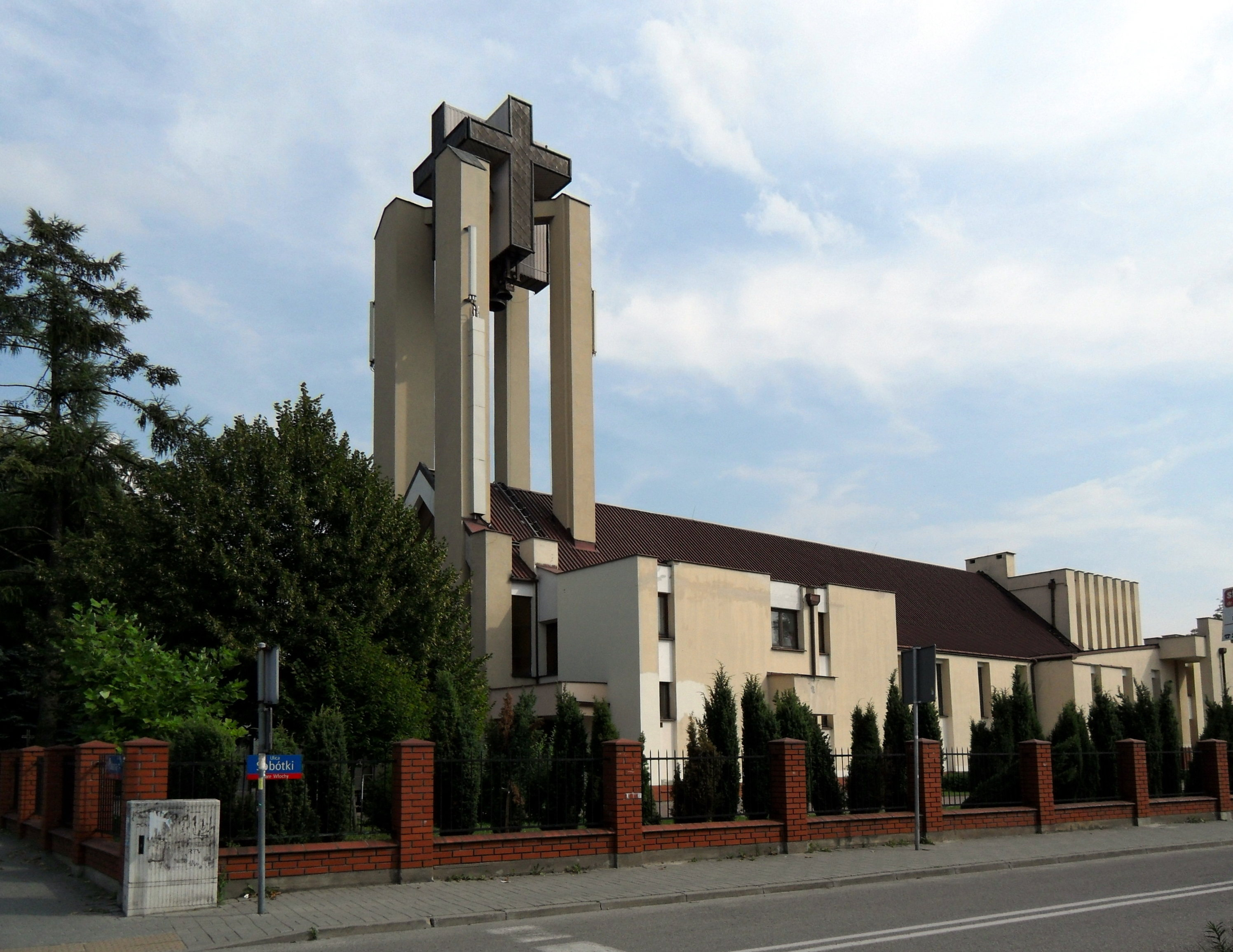
Kościół Matki Boskiej Saletyńskiej przy ul. Popularnej

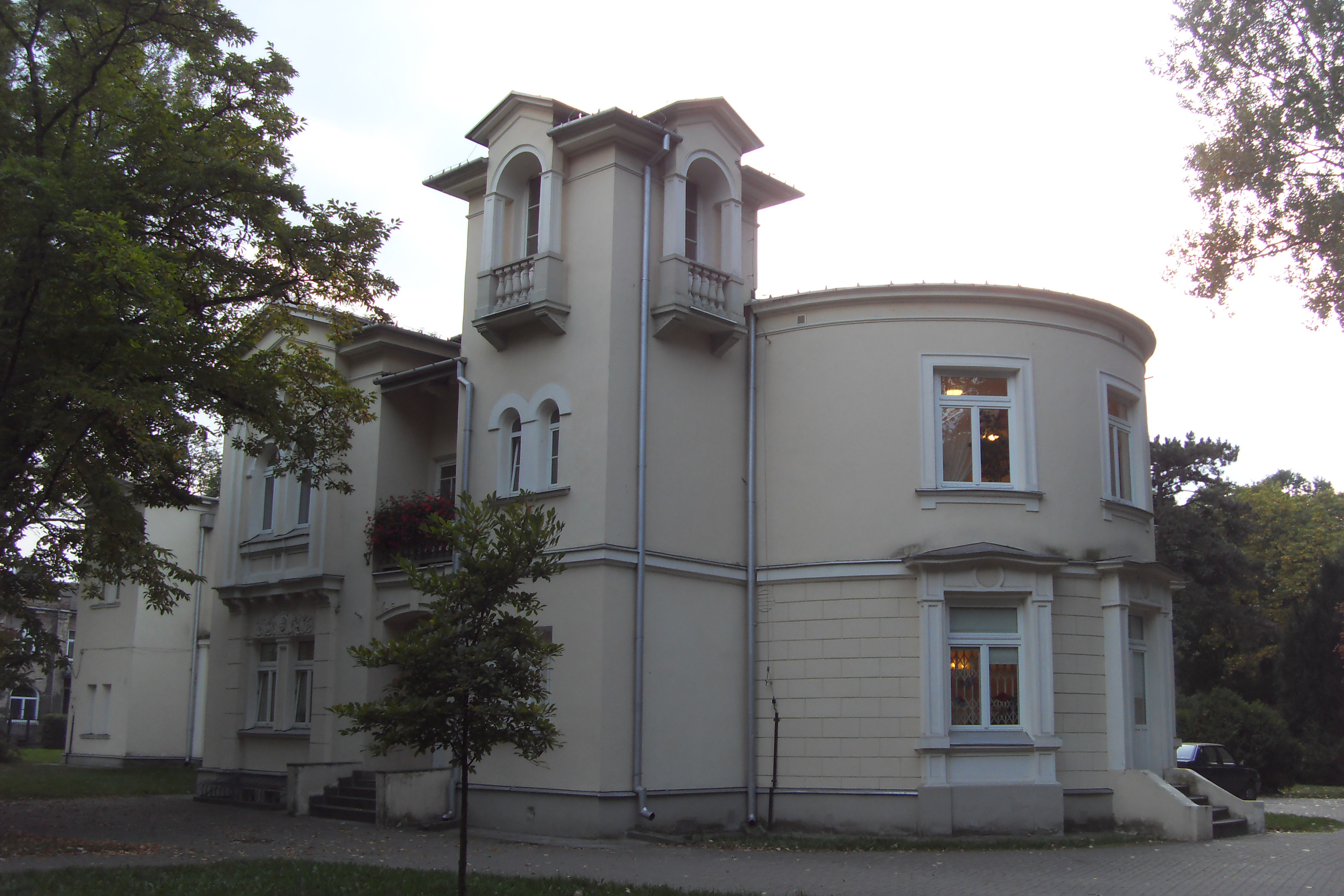
Pałac Koelichenów

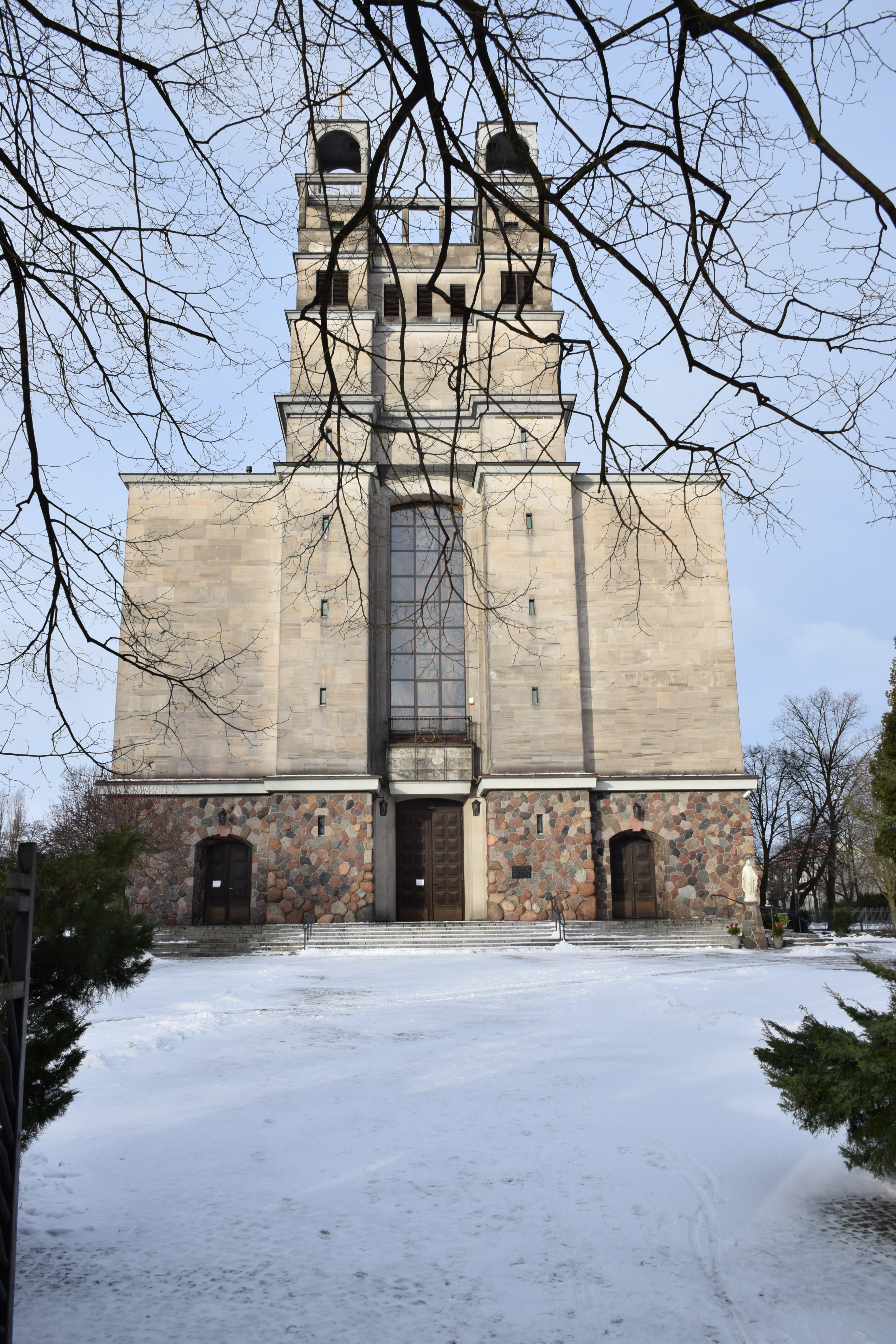
Kościół św. Teresy od Dzieciątka Jezus

Włochy – osiedle w dzielnicy Włochy w Warszawie.

## Historia
Nazwa osiedla pochodzi z XV wieku. Wywodzi się ona od właściciela wsi, Jana zwanego Włochem. Część wsi została spalona w czasie potopu szwedzkiego.
W 1842 roku we Włochach powstała pierwsza cegielnia. Dziś jedynymi śladami po niej są liczne stawy (między innymi znajdujące się przy ulicach Koziorożca i Cietrzewia). W 1844 roku osada została zakupiona przez Koelichena i w rękach jego potomków znajdowała się aż do 1928 roku.
Duży wpływ na rozwój Włoch miała budowa Kolei Warszawsko-Wiedeńskiej. Powstało tu Towarzystwo Akcyjne Walcowni i Fabryki Narzędzi Rolniczych "Włochy" oraz Polskie Zakłady Elektrotechniczne „Era”. W 1934 roku przez Stare Włochy ulicą Kościuszki (obecnie Popularna) zaczęła kursować Elektryczna Kolej Dojazdowa. W tym samym roku powstał cmentarz (obecnie przy ulicy Ryżowej).
Włochy bardzo ucierpiały w czasie II wojny światowej. Podczas łapanek Niemcy aresztowali i wywieźli do Auschwitz około 5 tysięcy mężczyzn, głównie mieszkańców Włoch (głaz upamiętniający to wydarzenie znajduje się w Parku Kombatantów przy ul. Chrościckiego). Po upadku powstania warszawskiego Niemcy stworzyli na tym terenie obóz przejściowy dla wysiedlonych mieszkańców stolicy. Miasto zostało wyzwolone 18 stycznia 1945 roku przez 1 Brygadę Pancerną im. Bohaterów Westerplatte. Nie było zniszczone, więc przez pewien czas miały tu siedzibę władze państwowe. Znajdowało się tu również więzienie Urzędu Bezpieczeństwa. Stąd wywieziono przywódców państwa podziemnego do Moskwy, gdzie odbył się tak zwany proces szesnastu.
Po zakończeniu II wojny światowej w miejscu niewielkiej drewnianej świątyni wzniesionej w 1928 rozpoczęto budowę nowego murowanego kościoła św. Teresy od Dzieciątka Jezus.
Włochy zostały włączone do stolicy w 1951 roku. W późniejszych latach należały do dzielnicy Ochota, a współcześnie dzielnicy Włochy. 
Osiedle znajduje się na terenie dwóch obszarów MSI: Starych i Nowych Włoch

## Parafie
- Parafia św. Teresy od Dzieciątka Jezus (Nowe Włochy)
- Parafia Matki Bożej Saletyńskiej (Stare Włochy)
- Parafia Świętej Rodziny (Stare Włochy, budynek kościoła na terenie dzielnicy Ursus)
- Kościół filialny Parafii Ewangelicko-Augsburska Świętej Trójcy (Stare Włochy)

## Tereny zielone
- Park Kombatantów
- Park Staw Koziorożca
- Park Stawy Cietrzewia

## Szkoły podstawowe i ponadpodstawowe
- Szkoła Podstawowa nr 94 im. I Marszałka Polski Józefa Piłsudskiego
- Szkoła Podstawowa nr 66 im. ks. Juliana Feliksa Chrościckiego
- Zespół Szkół nr 17 im. Zawiszaków Proporca „Victoria”
- Zespół Szkół im. Bohaterów Narwiku